# 雷電賞
雷電賞（らいでんしょう）は、かつて存在した、大相撲の優秀力士を表彰した賞である。
1955年、読売新聞社は、雑誌「大相撲」の刊行と、雷電爲右エ門を主人公とする尾崎士郎の小説「雷電」を「週刊読売」において連載開始した。その宣伝も兼ねて、1955年3月場所から制定され、1965年11月場所まで続いた。大相撲の様々な表彰の中で、力士の名を冠したものは雷電賞が唯一である。
選考委員会の決議で決まる三賞とは異なり、関脇以下で最高成績をあげた力士が自動的に受賞する。また同成績の場合は決定戦を行わず番付上位の者が受賞となる。最初の受賞者は関脇大内山（1955年3月、13勝2敗）、最後の受賞者は前頭6枚目大豪（1965年11月、12勝3敗）、最多受賞者は時津山・羽黒山・豊山・鶴ヶ嶺の4回。
この表彰は、権威あるものとして受け止められ、三賞受賞者の記念撮影のときにも、三賞受賞者のなかで雷電賞も受賞した者は、軍配をかたどり、その上に雷電の手形を浮き彫りにした記念楯（歴代受賞者が刻まれたプレートが貼られる、持ち回りのもの）を並べて撮影することがならわしとなっていた。